# Mile (Visoko, BiH)
Mile, bivše naselje kod Visokog.

## Povijest
Mile su bile kraljevsko stolno i saborno mjesto Velikog rusaga bosanskog (stanka), te krunidbeno i grobno mjesto vladara u Bosni za vrijeme kasnog srednjeg vijeka, srednjovjekovne države u Bosni. Osim toga, u to vrijeme u Milama se nalazio i franjevački samostan, a od 1340. biva središte vikarije. Mile se nalaze u neposrednoj blizini Visokog, u današnjem naselju Arnautovići na desnoj obali rijeke Bosne i blizu ušća rječice Goruše. Danas je arheološko područje Mile zaštićeni nacionalni spomenik Bosne i Hercegovine.
Jedan slučajni nalaz, do kojeg se došlo 1909. godine u Arnautovićima kod Visokog naveo je arheologe da tamnošnje gromile bolje istraže. Bez mnogo truda utvrđeno je da se radi o ostacima stare crkve u kojoj su nađeni brojni grobovi. Prema obliku nakita saznalo se da groblje potiče iz XI stoljeća. Jedan pronađeni raskošni grob unutar crkve upućivao je da se radi o nekoj visokoj ličnosti. Nad rakom je stajao masivan stećak, a kada je podignut ispod se ukazao sarkofag koji je bio pokriven brokatnim platnom. U sarkofagu je pronađeno još osam skeletnih ostataka koji su vjerojatno bili u bliskom srodstvu s pokojnikom.
Iskopavanja su vršena nestručno i nemarno pa pronađeni materijal nije nikada stručno obrađen niti analiziran. Odložen je u depo Zemaljskog muzeja u Sarajevu gdje ga niko nije dirao pedeset godina, sve dok se slučajno nije otvorila ladica s nalazima. To je učinjeno 1961. godine i stručnom licu nije bilo teško da pregledom ostataka vezenog platna, raspozna kraljevski grb Bosne. Ustanovljeno je da je pripadao prvom kralju u Bosni, Tvrtku I Kotromaniću, što je upućivalo da je u onom grobu u Arnautovićima ustvari on bio sahranjen, a platno s grbom je ostatak njegovog plašta. Ovaj neočekivani nalaz doveo je do energičnog angažmana arheologa na prostoru Arnautovića kako bi se jasnije sagledala situacija. Tokom istraživanja pronađen je plašt s grbom a identifikovan je i Tvrtkov skelet. U tome je pomogla zelenkasta boja koju je na kostima ostavio oksid s brokatnog plašta, kojim je bio prekriven lijes. U grobu su pronađena četiri zlatna prstena i još dva pečatnjaka, dijadem od 20 pločica, jedna posebna zlatna pločica, dio brokatne trake s parom srebrenih dugmadi i još mnoštvo sitnijeg materijala. Ovim otkrićem smisao je dobio jedan, od ranije poznati, historijski izvor u kojem se navodi da je ban Stjepan II Kotromanić 1340. godine u Milama (Arnautovići) sagradio crkvu sa željom da u njoj bude sahranjen. Sasvim je sigurno to ta crkva, iako se tokom iskopavanja nije mogao identifikovati njegov grob, jer su nestručna iskopavanja iz 1909. godine razorila većinu grobova. Kasnije je otkriveno i da je na spomenutom mjestu bila krunidbena crkva bosanskih vladara a tu se održavao i stanak (srednjovjekovni sabor države u Bosni).

## Uloga
Istraživani dio ovog mjesta je lociran na nekadašnjem neolitskom naselju smještenom u period između 2600. – 2400. prije Krista. Mile se prvi put spominju 1244. kao mjesto gdje se nalazila crkva sv. Kuzme i Damjana, koja je bila posvećena svecima-liječnicima, a koje je bilo posjed bosanske biskupije. Iste godine je ban Stjepan II. Kotromanić podigao prvi franjevački samostan sv. Nikole. Godine 1340. Mile bivaju sjedište franjevačke vikarije, a samostan je igrao ulogu čuvara javnih isprava.
U Milama je okrunjen i prvi bosanski kralj Tvrtko I. Kotromanić, i to 1377. godine. Tu su krunjeni i neki kasniji kraljevi. Osim krunidbe, u crkvi u Milama se vršilo i pokapanje bosanskih banova i kraljeva. Osim prvog bosanskog kralja Tvtka I., tu je pokopan i njegov stric ban Stjepan II. Kotromanić. Kraljevska grobnica je prvotno bila crkva, a kada je postala premalena za zajednicu, ali i krunidbeni ceremonijal, pretvorena je u grobnicu, a izgrađena je nova, veća crkva. Prema Anđeliću, u tim prilikama u manjoj, starijoj crkvi, je najvjerojatnije boravila vladarska porodica. 

## Samostan i crkva sv. Nikole
Franjevački samostan i crkva sv. Nikole bio je samo jedan pod tim imenom u Vrhbosni. Taj se u starim franjevačkim izvorima zove sada sv. Nikola u Milima, a sada sv. Nikola u Visokomu. Stvarno, samostan se nalazio u mjestu Milima, kako se u srednjem vijeku zvalo naselje s obje strane rijeke Bosne, gdje danas leže sela Arnautovići i Muhašinovići, koji ta imena nose iz turskoga doba po svojim spahijskim gospodarima. U gradu Mili (Mel), čiji se ostaci danas vide na desnoj strani rječice Goruše kod njezina utoka u Bosnu, bilo je sijelo župe Mili, koja se prostirala s obje strane Bosne od prilike od današnje željezničke stanice Ilijaša do Kaknja.
Prema gradu Mile, s lijevu stranu Bosne, u današnjem selu Muhašinovićima, Kulin ban podigao je svoju crkvu, od koje se našao natpis na nadvratniku ulaza u crkvu. Ban Stjepan II. Kotromanić 1340. podigao je na lijevoj strani rječice Goruše kod njezina utoka u Bosnu franjevački samostan i veliku trobrodnu crkvu sv. Nikole, u kojoj je izgradio grobnicu u apsidi za se i za svoju vladarsku obitelj. U tom samostanu bilo je sijelo vikara bosanske vikarije i kustodije, kada se vikarija oko 1348 razdijelila u više upravnih područja. Samostan sv. Nikole u Bosni spominju Dubrovčani 25. lipnja 1367., kada se u Malom vijeću odlučilo, da se franjevcima toga samostana podari 100 lakata raše, što je bilo dovoljno, da se naprave habiti za 10 - 12 franjevaca, koji su živjeli u samostanu.
Kustodiju bosansku, u kojoj se nalazio samostan sv. Nikole, prvi spominje fra Bartul Pizanski u svom popisu franjevačkih samostana iz 1385. – 1390. U zapisniku općega franjevačkoga zbora u Firenci 1493. ta se naziva kustodija sv. Nikole u Milima. Tako i u službenom popisu franjevačkih samostana 1506. Po franjevačkoj predaji u Bosni, koju je između drugih zabilježio Luka Wadding u Analima franjevačkog reda, samostan i crkva u Milima bili su razoreni od strane bosanskih krstjana, po svoj prilici 1437. za turskih haranja u srednjoj Bosni, kada je bilo porušeno 16 franjevačkih samostana. 
Bosanski franjevci fra Pavao Papić i fra Jure Neretvanin u Izvješću 1623. tvrde, da su krivovjerci patareni razorili stari, prvotni franjevački samostan u Visokomu i da su još u njihovo vrijeme postojale ruševine toga samostana u katoličkom groblju nedaleko Visokoga. Navedeno groblje istovjetno je s onom nekropolom, koja je ležala oko trobrodne crkve s kraljevskim grobnicama u Arnautovićima.
Prema franjevačkoj predaji oko 1450. Mihovil Ostojić, iz porodice bosanskoga kralja Ostoje, podigao je novi franjevački samostan s manjom crkvom sv. Nikole u neposrednoj blizini tadašnjega tvrdoga grada Visokoga. O toj crkvi 1600. piše u Rim bosanski biskup Franjo Baličević: "U Visokomu, mojoj domovini... samostan i crkva Sv. Nikole, koja se zove kraljevska kapela, lijepa je, iako ne odviše velika".

## Kraljevska grobna crkva
U današnjem selu Arnautovićima, 2 km sjeverozapadno od željezničke stanice u Visokomu, nalazio se stari prodor na lijevoj strani rječice Goruše, odmah kod njezina utoka u Bosnu, s desne strane te rijeke. Tu je Zemaljski muzej u Sarajevu, pod vodstvom Carla Patscha, 1909. i 1910. proveo iskopavanja. Kako je Vladimir Ćorović 1914. zabilježio, tu je nađena "monumentalna crkvena zgrada iz vremena kraljeva u Bosni", koja je djelomično bila "sagrađena na temeljima manje crkve, a pod njom bijahu opet temelji rimske zgrade". Prema podacima, koje su skupili Irma Čremošnik 1950. i Pavao Anđelić 1961. od radnika, koji su sudjelovali u iskopavanju, i od drugih očevidaca, velika crkva bila je bazilika na tri lađe, u kojoj se našlo mnoštvo grobova te jedna zidana grobnica u apsidi crkve s osam kostura.
U ovoj grobnici nađeni su ostaci brokata, koji se danas čuvaju u sarajevskom muzeju. Na tim ostacima, Anđelić je otkrio zlatom vezene grbove bosanskih vladara Kotromanića, što govori, da su u toj grobnici bili pokopani vladari u Bosni, Kotromanići. Oni su u svoj grb unijeli ljiljane, kada je ban Bosne, Stjepan II. Kotromanić (1312. – 1353.) došao u tijesne vazalske političke i rodbinske veze s ugarsko-hrvatskim kraljevima Anžuvincima. U jednom posebnom grobu u porušenoj crkvi u Arnautovićima nađen je srebreni pečatni prsten s glavom, koja nosi krunu, te više zlatnih predmeta. Naravno, to je bio grob jednoga bosanskoga kralja. "Na širem prostoru oko crkve ležala je nekropola većih razmjera s nadgrobnim spomenicima u obliku ploča".
Neoprostivi je propust Patscha, da nije objelodanio opis iskopina u Arnautovićima i upozorio znanstveni i rodoljubni svijet na povijesnu vrijednost otkrivene crkve u Arnautovićima. Posljedica toga je bio nemar prema iskopinama, koji se posebno pokazao 1948. kod gradnje širokotračne željezničke pruge, kada su ostaci crkvene zgrade bili potpuno uništeni. Međutim, veliku trobrodnu crkvu s grobovima više vladara Bosne, Kotromanića valja poistovjetiti s crkvom sv. Nikole u Milima, koju je ban Stjepan II. Kotromanić podigao franjevcima, kada je 1340 bila osnovana franjevačka bosanska vikarija. Franjevačka, naime, predaja tvrdi, da je prvi franjevački samostan s crkvom u Bosni podigao ban Stjepan II. Kotromanić u Milima pod imenom sv. Nikole i da je u toj crkvi bio pokopan taj ban nakon svoje smrti. Tu su predaju zabilježili između drugih: opat Mavro Orbini 1601.,  Pavao Ritter Vitezović 1696., fra Bernardin Nagnanović 1715. i fra Nikola Lašvanin († 1750.).

## Grobnice i stećci
Grobovi su ispunjavali unutrašnjost crkve, dok se oko crkve nalazila nekropola stećaka ili biliga. Otkriveno je preko 100 grobova, a u samoj crkvi otkriveno i istraženo 36. Najzanimljivija je kraljevska grobnica gdje je nadzemni dio sačinjen od kamenih ploča crvenkastosmeđe boje, s figuralnim ukrasima u plitkom reljefu i jedan fino obrađeni stećak s podnožjem. Primjetna je fina obrada nadgrobnih ploča što upućuje na vještinu i školovanost klesara. Svi nalazi, materijali, nakiti, i ukrasi su uredno pohranjeni, a neki i izloženi u Zavičajnom muzeju u Visokom.
U grobnoj crkvi vladara Bosne u Arnautovićima, u glavnoj grobnici u apsidi, morao je biti pokopan ban Stjepan II. Kotromanić i njegova treća žena, koju je vjenčao u lipnju 1335. Po svoj prilici tu je bio pokopan knez Vladislav, brat Stjepanov, a otac kralja Tvrtka I., i Vladislavova žena Jelena, unuka hrvatskoga bana Pavla I. Šubića. Tu su morala biti pokopana i djeca bana Stjepana II., koju je imao sa svojom trećom ženom. Jedno od tih je, kako mislimo, bio Radiša, otac Pavla Radišića, kojega su 1404. Hrvoje Vukčić Hrvatinić i Dubrovčani bili odlučili proglasiti kraljem Bosne. U posebnoj grobnici, u kojoj je nađen kraljevski pečatni prsten, morao je biti pokopan samoproglašeni kralj u Bosni, Tvrtko I. († 1391).
Nijedan drugi od bosanskih kraljeva, nije mogao biti pokopan u toj crkvi. Stjepan Dabiša umro je 8. rujna 1395. u Sutjesci i bez sumnje bio je pokopan u tamošnjoj franjevačkoj crkvi, koja se nazivala Banov dvor (lat. Curia Bani). Stjepan Ostoja i njegov sin Stjepan Ostojić nisu mogli biti pokopani u crkvi sv. Nikole u Milima, jer su umrli kao svrgnuti vladari i njihov pokop u vladarskoj grobnoj crkvi ne bi dopustio tadašnji kralj Tvrtko II. On je umro 1443. u Sutjesci i morao je biti pokopan u mjesnoj franjevačkoj crkvi, napose, jer je već prije te godine bila porušena crkva sv. Nikole u Milima s vladarskim grobnicama. Prema franjevačkoj predaji u sutjeskoj crkvi pokopan je i kralj Stjepan Tomaš. Zadnjega kralja u Bosni, Stjepana Tomaševića sultan Mehmed II. Osvajač dao je posjeći pod Jajcem i on je bio tu pokopan.
Od ostataka su uglavnom sačuvani ulomci ukrasne kamene plastike, kao i ulomci nadgrobnih ploča. Na nekim odlomcima su primjetne umjetne sposobnosti, kao i sama izrada što govori o veoma visokom zanatskom nivou. Najupečatljiviji dokazi su na sačuvanom bloku gotičke bifore, dijelovima kraljevske grobnice, i posebno na obrađenom stećku - sljemenjaku. Oko, i u samoj crkvi su pronađeni stećci koji ne odudaraju od uobičajenih i ne pokazuju nikakve regionalne karakteristike. Uz stećke pronađeno je i nekoliko nadgrobnih ploča u unutrašnjosti crkve.

## Odnos prema kulturnoj baštini
Odnos vlasti prema ostatcima crkava i samostana u BiH je bio loš jer je 1951. izgrađena željeznička pruga preko krunidbene crkve i saborne crkve te grobnice kraljeva Bosne i samostana sv. Nikole. Lokalitet je većim dijelom bio grubo poravnat, pa su podignute barake za smještaj omladinskih radnih brigada, dok je trasa nekadašnje uskotračne pruge pretvorena u cestu. Važan preokret za istraživanje ovog lokaliteta je napravio arheolog Pavao Anđelić kraćim člankom Grobovi bosanskih kraljeva u Arnautovićima kod Visokog iz 1962. Željeznička pruga je kasnije postala asfaltirana cesta 1982. godine, prilikom čega je crkva presječena na pola, po drugi put. 
Preko najvažnije krunidbene crkve i saborne crkve te grobnice bosanskih kraljeva i samostana sv. Nikole prolazi seoska makadamska cesta.
Projektom zaštite i uređenja arheološkog lokaliteta Mile već je 2001. godine predviđeno izmiještanje ceste, što je realizirano tek 10. kolovoza 2016. kada je započeta izgradnja novog puta.

## Poveznice
- Vrhbosna
- Srednjovjekovna bosanska država

## Vanjske poveznice
- Kritički osvrt na iskopavanja, Dejan Zadro, 2004